# Iglesia de Suecia
La Iglesia de Suecia (en sueco: Svenska kyrkan) es una Iglesia evangélica luterana de episcopado histórico. Abandonó su obediencia a la Santa Sede tras adherirse a los postulados de la Reforma protestante, decidida en Suecia por un Riksdag o Consejo de Gobierno que tuvo lugar en Västerås en 1527.
Hasta el siglo XIX estaba prohibido para un sueco dejar la Iglesia de Suecia. En el año 2000, la Iglesia de Suecia se separó definitivamente del Estado sueco, pero siguió conservando su estatus de iglesia nacional por tradición. Una gran mayoría de los suecos siguen siendo miembros de la Iglesia de Suecia. El arzobispo de la Iglesia de Suecia reside, desde 1164, en Uppsala, siendo la Catedral de Uppsala el Santuario Nacional de la Iglesia de Suecia. En la actualidad, la arzobispa de Suecia es Antje Jackelén, la primera mujer en ocupar este puesto.

## Teología

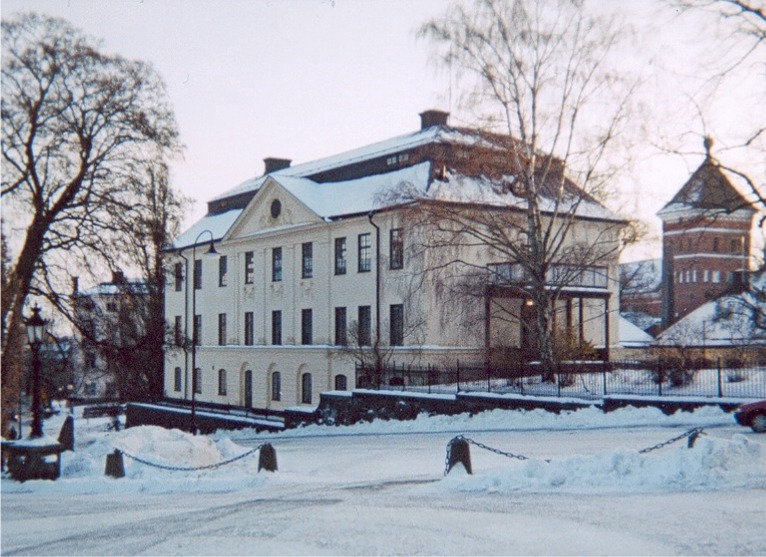
El palacio arzobispal de Suecia, en Uppsala.

El Rey Gustavo I de Suecia (también llamado Gustavo Vasa) instauró la Iglesia de Suecia en 1536 durante su reinado como Rey de Suecia. Este acto separó a su país de la Iglesia católica y su ley canónica. En 1571, la Ordenanza de la Iglesia Sueca se convirtió en el cuerpo doctrinal de la iglesia en Suecia tras la Reforma protestante. Esta ordenanza contenía todas las doctrinas luteranas fundamentales.
La Iglesia de Suecia se convirtió oficialmente en luterana en el Sínodo de Uppsala en 1593, cuando adoptó la Confesión de Augsburgo a la que se adhieren la mayoría de los luteranos. En este sínodo, se decidió que la Iglesia conservaría los tres credos cristianos originales: el Credo de los Apóstoles, el Credo de San Atanasio y el Credo Niceno.
En 1686, el Riksdag de los estados adoptó el Libro de la Concordia, aunque solamente ciertas partes etiquetadas como Confessio fidei se consideraron obligatorias y otros textos meramente explicativos. Confessio dei incluía los tres credos mencionados, la Confesión de Augsburgo y dos decisiones del Sínodo de Uppsala de 1572 y 1593.
Durante los siglos XIX y XX, se aprobaron oficialmente una serie de enseñanzas, la mayoría dirigidas hacia el ecumenismo:
- 1878: desarrollo del Catecismo.
- El Credo de Uppsala de 1909: preparándose para la comunión eucarística con la Iglesia de Inglaterra.
- Las constituciones del Consejo Mundial de Iglesias (CMI).
- Las constituciones de la Federación Luterana Mundial (FLM).
- Respuesta oficial de la Iglesia de Suecia al "Documento de Lima".
- Una Carta del Concilio de los Obispos en Importantes Preguntas Teológicas.
- El Tratado de Comunión de 1995 con la Iglesia filipina independiente.

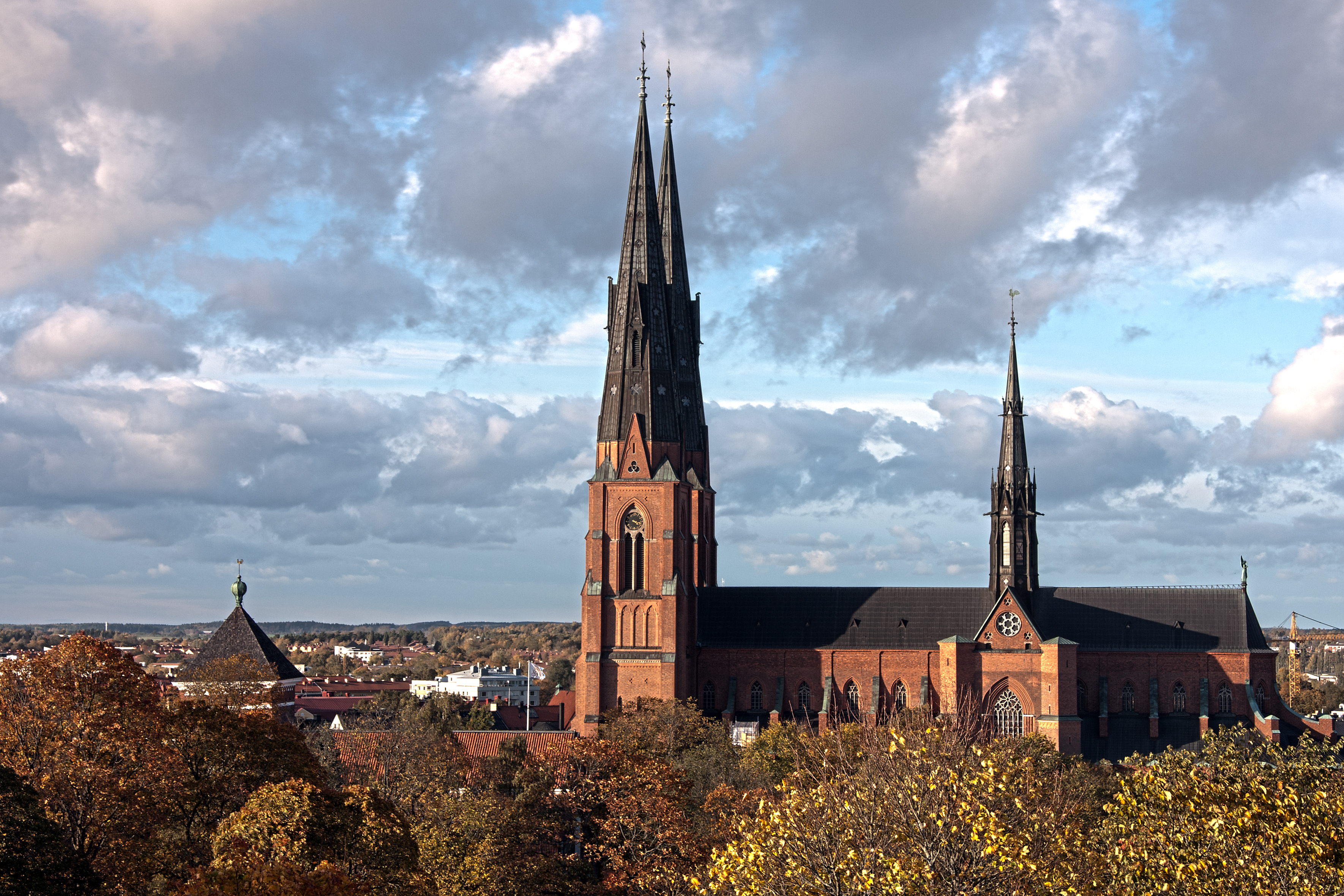
Catedral de Uppsala, sede del arzobispo de Uppsala, el primado de Suecia y Santuario Nacional de la Iglesia de Suecia.

En la práctica, sin embargo, los textos de credo luterano desempeñan un papel secundario, y en su lugar las parroquias dependen de la tradición luterana en coexistencia con influencias de otras denominaciones cristianas y diversos movimientos eclesiales como la Iglesia baja, la Iglesia alta, el Pietismo (Iglesia vieja) y el Laestadianismo, que localmente pueden estar fuertemente establecidos, pero tienen poca influencia nacional.
Durante el siglo XX la Iglesia de Suecia se orientó fuertemente hacia un cristianismo liberal y los derechos humanos. En 1957, la asamblea de la Iglesia rechazó una propuesta para la ordenación de mujeres, pero luego el Riksdag cambió la ley en la primavera del mismo año y obligó a la asamblea de la Iglesia a aceptar la nueva ley en el otoño de 1958. Desde 1960, las mujeres han sido ordenadas pastoras. Desde 1994, los hombres que se oponen a la colaboración con las mujeres pastoras no han sido autorizados a la ordenación. Una propuesta para realizar matrimonios entre personas del mismo sexo fue aprobada el 22 de octubre de 2009 con 176 votos a favor de los 249 miembros votantes del Sínodo de la Iglesia de Suecia.

## Historia

### Período católico (830-1448)
Suecia fue originalmente evangelizada dentro de la Iglesia católica, la cual se impuso al Paganismo nórdico que adoraba a dioses como Thor, Odín, Freír, etc. El cristianismo llegó a Suecia de la mano del misionero San Óscar que fundó una misión en Birka en el año 829. En 1008, el rey Olaf III Skötkonung se hizo bautizar por el obispo benedictino inglés San Sigfrido. Fue el primer rey sueco en mantenerse cristiano hasta su muerte, en 1022, aunque la mayoría de su pueblo, en aquellos días, siguió siendo pagano.
El catolicismo sueco medieval dio a luz varios santos, entre los cuales la más destacada es Santa Brígida de Suecia, franciscana, reformadora y fundadora de las brigidinas. Actualmente es una de los Santos Patronos de Europa.
La iglesia cristiana en Escandinavia fue gobernada originalmente por la archidiócesis de Bremen (Alemania). En 1104 se ordenó un arzobispo para toda Escandinavia con sede en Lund, en el sur de Suecia. La ciudad de Uppsala, que ya había sido un importante lugar sagrado para el paganismo nórdico y donde se encontraba el célebre Templo de Uppsala, se convirtió en la archidiócesis de Suecia en 1164, y lo sigue siendo hoy. El diplomático papal Guillermo de Módena asistió a una reunión de la iglesia en Skänninge en marzo de 1248, donde se fortalecieron los lazos con la Iglesia católica.
Posteriormente en la gran conferencia en Strengnas (1305), los prelados se aliaron con los nobles contra la corona, comenzando el dominio de los señores feudales y con ello se consolidó la jerarquía católica en el poder. La batalla entre el rey Birger y sus hermanos acabó en una completa revolución que resultó en el ascenso al trono de Magnus II Eriksson, el hijo de tres años del duque Eric. El gobierno dirigido por señores laicos espirituales no fue ventajoso para el reino.

### Reforma protestante (1520-1611)

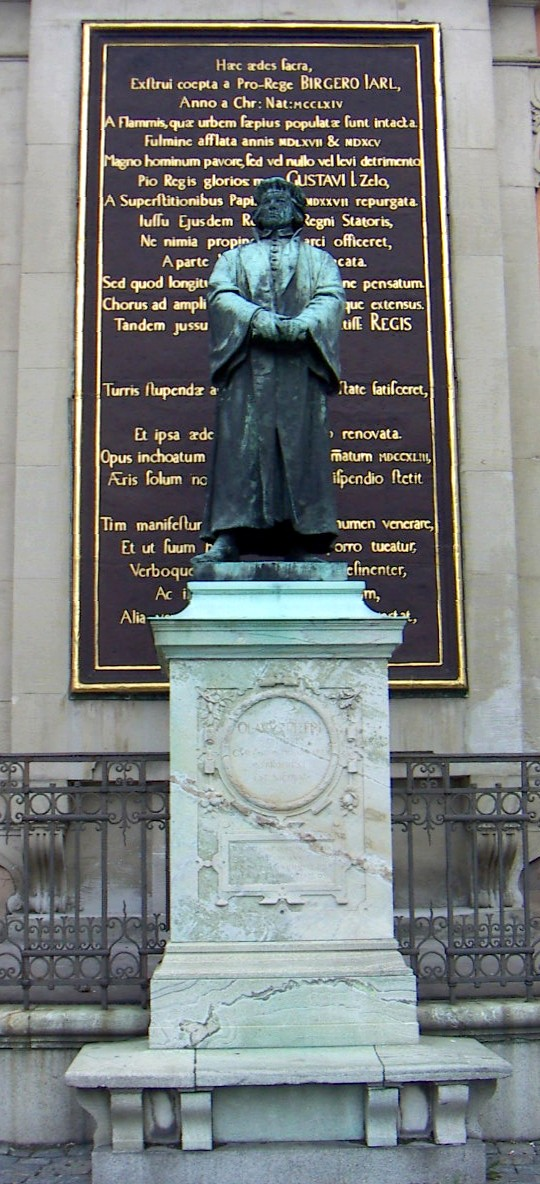
Estatua de bronce de Olaus Petri en el exterior de la Catedral de Estocolmo. Petri es considerado reformador de Suecia y se lo apoda "El Lutero Sueco".

El considerado reformador de Suecia, Olaus Petri (nacido en Oerebro el 6 de enero de 1493 y muerto en Estocolmo el 19 de abril de 1552), estudió en Upsala, Leipzig y Wittenberg con Martín Lutero y Philipp Melanchthon, entre 1516-1518. Petri fue diácono en la catedral de Strengnas en 1520.
Olaus Petri se ganó al archidiácono Lorenz Andreä, el eclesiástico político más grande de la reforma sueca, quien presentó las nuevas enseñanzas a Gustavo Vasa y fue nombrado secretario del rey y consejero. Durante un corto período, cuando la política feudal y unionista cosechó sus frutos en la masacre de Estocolmo en 1520, todo el país parecía estar hundido y perdido; pero los campesinos de Dalecarlia se levantaron bajo Gustavo Vasa para luchar por la libertad nacional. El danés Cristián II había ejecutado a los antiguos líderes, entre ellos a muchos de los obispos; en 1522 solo dos obispados estaban ocupados. El levantamiento popular resultó en el establecimiento del gobierno nacional, en 1523, en Strengnas, y el rey, según escogió el pueblo, fue investido con autoridad personal únicamente. Sin embargo, en todos los aspectos la Iglesia católica, que formaba un Estado dentro del Estado, aparecía como un obstáculo, particularmente en el lado económico, ya que después de la guerra, Suecia quedó como un país empobrecido e indefenso, a menos que pudiera hacerse con la riqueza de las iglesias y monasterios. 

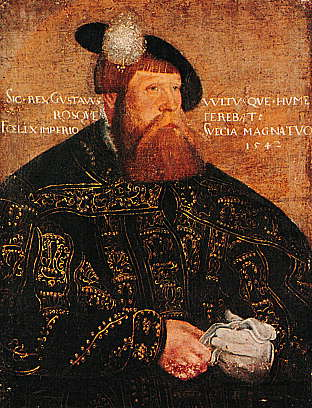
Rey Gustavo Vasa de Suecia, quién instauró la Iglesia de Suecia y el consiguiente abandono de la obediencia católica de Suecia.

El rey inmediatamente reconoció el valor de las nuevas enseñanzas como medio de regeneración nacional popular, cuyo principio era unir a toda la población en la obligación común de rescatar y defender a su patria y en la responsabilidad común para la ejecución de las necesarias medidas y sus consecuencias. El rey fue la personificación de esta unión; el pueblo entero compartía ahora su empresa y por tanto era responsable ante él, en tanto mantuviera la defensa y prosperidad del país. La vida religiosa del pueblo no constituía una excepción y el rey se vio obligado personalmente a dirigir la Reforma, mientras se ajustara a los intereses del Estado.
Fue Gustav Vasa quien decidió la manera de introducir la Reforma, al aparecer en la decisiva dieta que se reunió en Västerås (1527). Él impuso la decisión de la dieta ayudado por la nobleza y la facción militar. Por esta decisión, la Iglesia fue separada de Roma y del gobierno del derecho canónico; sus posesiones quedaron a disposición del rey (salvo las casas parroquiales) y los nobles quedaron comprometidos con el trono mediante la adquisición por su parte de la propiedad eclesiástica. Se decretó que "la palabra de Dios sería predicada pura y claramente"; formalmente, se introdujo la libertad religiosa únicamente para el protestantismo. No hubo fuertes demandas de cambios religiosos. De hecho, el protestantismo continuaría como sucesor de la abolida Roma. Todos los estamentos suscribieron las resoluciones y de esta manera el gobierno, a través del rey, mantuvo el derecho de supervisar el desarrollo de la Iglesia.

### Época moderna
En 1617 en la Dieta de Örebro el Parlamento sueco prohíbe a todos los suecos profesar o practicar cualquier religión que no sea la luterana oficial del Estado. Se prohíbe la entrada de cualquier sacerdote católico. Los suecos que aún mantengan fe o prácticas católicas serán despojados de sus bienes y expulsados del país. Quien se convierta al catolicismo puede ser considerado traidor al rey y ejecutado.
Hasta 1860 todos los ciudadanos luteranos suecos debían pertenecer a la Iglesia de Suecia, pues el cambiarse de religión era ilegal. En el siglo XIX llegaron a Suecia varias Iglesias evangélicas y, hacia el final del siglo, el secularismo, lo cual condujo a muchas personas a renunciar de la religión. Abandonar la Iglesia de Suecia se tornó legal en la llamada «Ley de Deserción de 1860», pero solo con la condición de pasar a pertenecer a otra religión. El derecho a permanecer fuera de cualquier congregación religiosa fue establecido en la Ley de Libertad de culto de 1951.

### En la actualidad

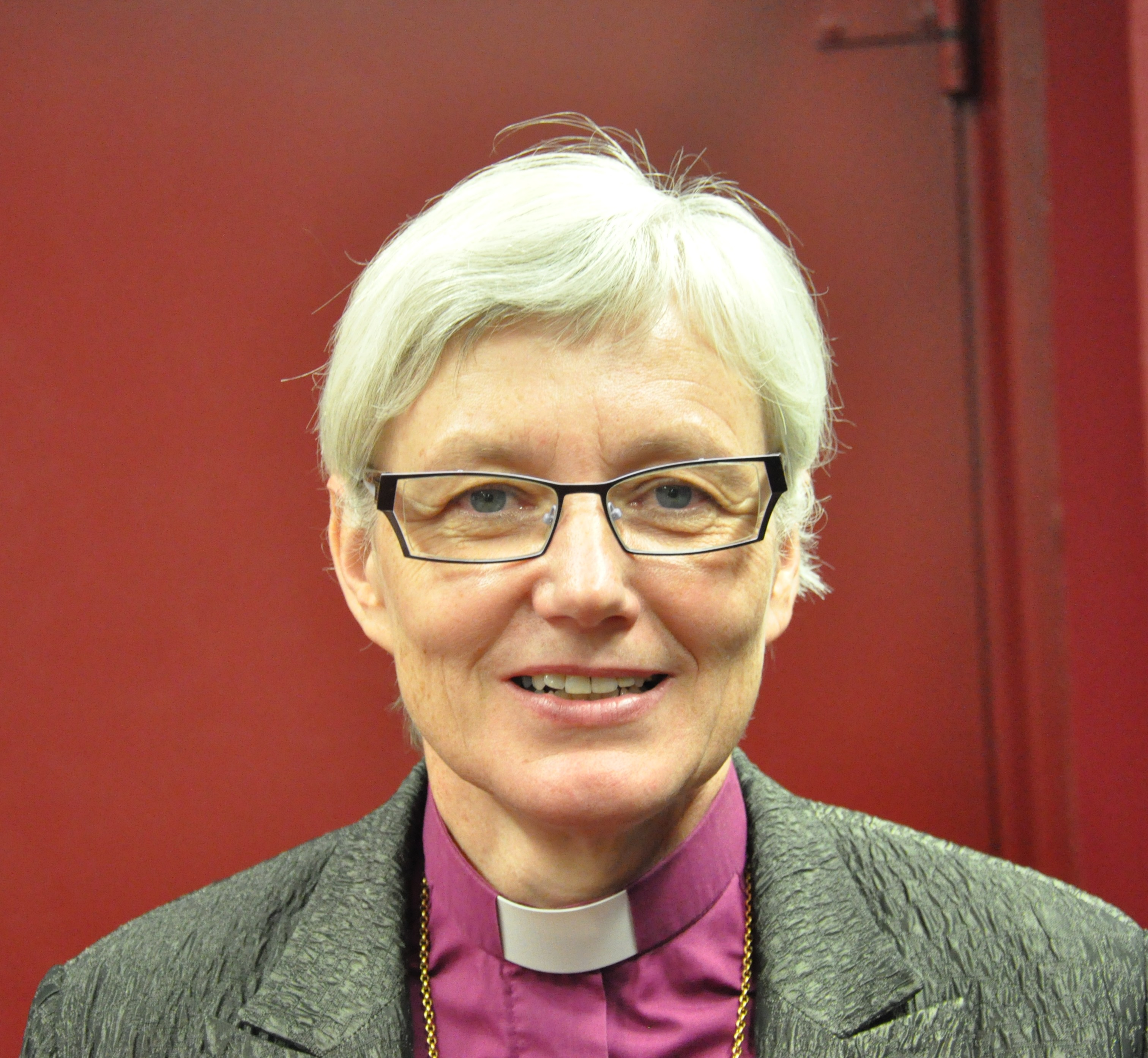
Mons. Antje Jackelén, Obispa Primada de Suecia.

Hoy en día la Iglesia de Suecia es una Iglesia evangélica y luterana. Evangélica debido a que abandonó su obediencia al papa tras adherirse a los postulados de la reforma protestante, su fundamento es el evangelio de la Biblia, o sea el relato sobre la vida, muerte y resurrección de Jesús. Luterana porque surge de la Reforma del religioso alemán Martín Lutero en 1517.
La Iglesia de Suecia es la denominación luterana más grande de Europa y la segunda más grande del mundo después de la Iglesia Evangélica Etíope Mekane Yesus, así como el tercer cuerpo protestante más grande de Europa después de la Iglesia de Inglaterra y la Iglesia Evangélica en Alemania. Actualmente 5,6 millones de personas son miembros de la Iglesia de Suecia.
A diferencia de otras iglesias protestantes, incluyendo la mayoría de las iglesias luteranas, la Iglesia de Suecia y su rama, la Iglesia Evangélica Luterana de Finlandia continúan manteniendo el episcopado histórico. Es litúrgicamente y teológicamente "Iglesia alta", habiendo retenido el ministerio del sacerdocio, vestimentas litúrgicas y la celebración de la misa durante la Reforma Sueca.
La Iglesia de Suecia es conocida por su posición liberal en cuestiones teológicas, particularmente la cuestión de la homosexualidad. Cuando la Obispa Eva Brunne fue consagrada como Obispa de Estocolmo en 2009, se convirtió en la primera obispa abiertamente lesbiana del mundo.
A pesar de una pérdida anual significativa de miembros (más del 1% anual), su membresía es de 5 563 351 personas y representa el 52,8% de la población sueca. Hasta el año 2000 ocupaba el cargo de iglesia estatal. Los relativamente altos números de miembros son porque hasta 1996 todos los niños que nacían se convertían automáticamente en miembros si alguno de sus padres lo era. Aproximadamente el 2% de los miembros de la Iglesia asisten regularmente a los servicios dominicales. Según una encuesta realizada en 2009, el 17% de la población sueca considera la religión como una parte importante de su vida cotidiana.
Sin embargo, los datos revelan que cada año más miembros abandonan la Iglesia Sueca. En 2013, por primera vez desde la Reforma, los bebés bautizados en esta Iglesia no llegaron a la mitad del total de nacimientos y se producen más fallecimientos que nuevos ingresos.

## Diócesis, sedes episcopales, catedrales y obispos
Los miembros de las asambleas de todas las estructuras de la Iglesia desde lo más alto a las parroquias, son elegidos en elecciones directas similares a como se eligen los parlamentarios del Estado, esto lleva ocurriendo desde que se separó de Roma y se estableció como Iglesia-estatal. Se presentan también los partidos políticos, aunque desde la separación del Estado, la tendencia es a una mayor presencia de partidos independientes o exclusivos para eclesiásticos.
| Diócesis                     | Sede episcopal | Catedral                             | Obispos                                   | Obispo actual                                                                                       |
| ---------------------------- | -------------- | ------------------------------------ | ----------------------------------------- | --------------------------------------------------------------------------------------------------- |
| Arquidiócesis de Uppsala     | Uppsala        | Catedral de Uppsala                  | Arzobispos de Uppsala, Obispos de Uppsala | Antje Jackelén (Arzobispa de Uppsala), Ragnar Persenius (Obispo de Uppsala)                         |
| Diócesis Sueca de Estocolmo  | Estocolmo      | Catedral de San Nicolás de Estocolmo | Obispos de Estocolmo                      | Eva Brunne                                                                                          |
| Diócesis sueca de Gotemburgo | Gotemburgo     | Catedral de Gotemburgo               | Obispos de Gotemburgo                     | Carl Axel Aurelius                                                                                  |
| Diócesis sueca de Härnösand  | Härnösand      | Catedral de Härnösand                | Obispos de Härnösand                      | Tony Guldbrandzén                                                                                   |
| Diócesis sueca de Kalmar     | Kalmar         | Catedral de Kalmar                   | Obispos de Kalmar                         | Este obispado existió de 1678 a 1915; forma parte actualmente del Obispado de Växjö                 |
| Diócesis sueca de Karlstad   | Karlstad       | Catedral de Karlstad                 | Obispos de Karlstad                       | Esbjörn Hagberg                                                                                     |
| Diócesis sueca de Linköping  | Linköping      | Catedral de Linköping                | Obispos de Linköping                      | Martin Lind                                                                                         |
| Diócesis de Luleå            | Luleå          | Catedral de Luleå                    | Obispos de Luleå                          | Hans Stiglund                                                                                       |
| Diócesis de Lund             | Lund           | Catedral de Lund                     | Obispos de Lund                           | Christina Odenberg                                                                                  |
| Diócesis de Mariestad        | Mariestad      | Catedral de Mariestad                | Superintendentes de Mariestad             | Este obispado o superintendencia existió de 1580 a 1646 donde Mariestad fue remplazada por Karlstad |
| Diócesis de Skara            | Skara          | Catedral de Skara                    | Obispos de Skara                          | Erik Aurelius                                                                                       |
| Diócesis de Strängnäs        | Strängnäs      | Catedral de Strängnäs                | Obispos de Strängnäs                      | Jonas Jonson                                                                                        |
| Diócesis de Visby            | Visby          | Catedral de Visby                    | Obispos de Visby                          | Lennart Koskinen                                                                                    |
| Diócesis de Västerås         | Västerås       | Catedral de Västerås                 | Obispos de Västerås                       | Claes-Bertil Ytterberg                                                                              |
| Diócesis de Växjö            | Växjö          | Catedral de Växjö                    | Obispos de Växjö                          | Anders Wejryd                                                                                       |